# Mychothenus
Mychothenus es un género de coleópteros polífagos. Es originario de  Eurasia y África.

## Géneros
Contiene las siguientes especies:
- Mychothenus asiaticus Sasaji, 1978
- Mychothenus caspicus (Reitter, 1884)
- Mychothenus hirashimai Sasaji, 1990
- Mychothenus japonica (Reitter, 1889)
- Mychothenus minutus (Frivaldszkym 1877)
- Mychothenus tropicalis Strohecker, 1962